# Collada Verda (Montalbà)
La Collada Verda és una collada situada a 1.080,6 m alt entre els termes comunal dels Banys d'Arles i Palaldà, a l'antic terme de Montalbà dels Banys (Vallespir, Catalunya del Nord) i municipal de Maçanet de Cabrenys (Alt Empordà).
És a l'extrem sud-oest del terme, prop del límit amb Arles, també. És al nord-oest del Coll de Perelló i a llevant del Puig del Torn.